# چیاهونگ گاش
چیاهونگ گاش (انگلیسی: Qianhong Gotsch؛ زادهٔ ) یک بازیکن تنیس روی میز اهل آلمان است. 
وی در مسابقات کشوری و بین‌المللی در مجموع برنده ۱ مدال طلا، ۱ مدال نقره شده‌است.